# Attila Vidnyánszky

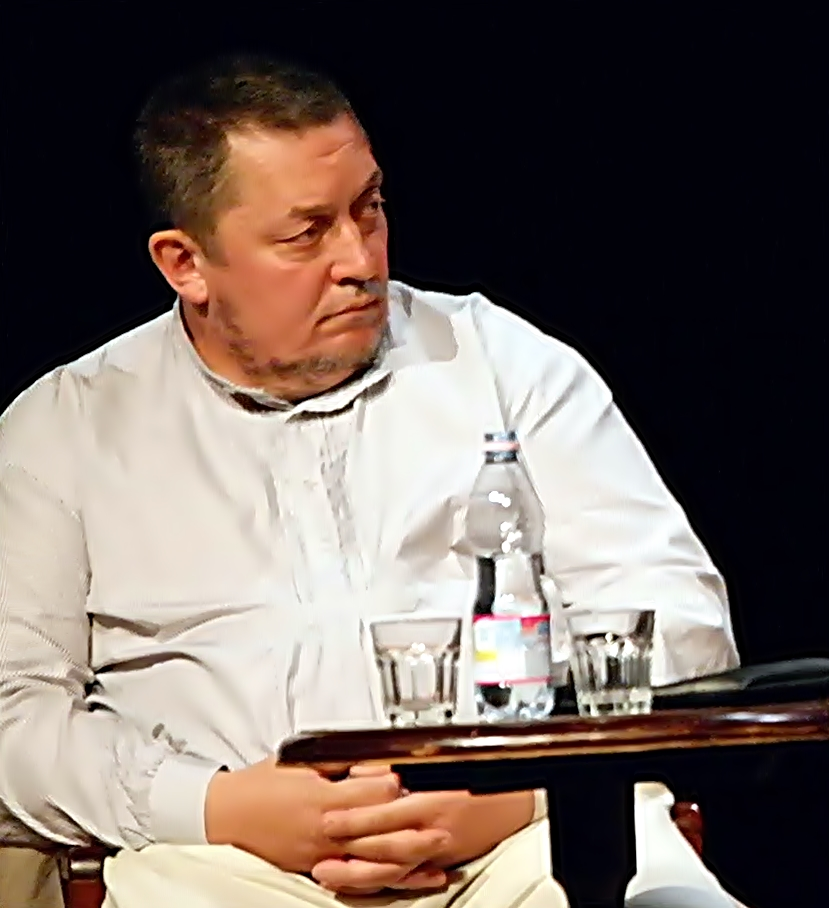
Attila Vidnyánszky (2014)

Attila Vidnyánszky (geboren 8. März 1964 in Berehowe (ungarisch Beregszász), Ukrainische SSR) ist ein ukrainisch-ungarischer Theaterregisseur und -intendant.

## Leben
Vidnyánszky wuchs als Angehöriger der ungarischen Minorität in der Ukrainischen Sozialistischen Sowjetrepublik auf. Er studierte Pädagogik an der Nationalen Universität Uschhorod und machte eine Theaterausbildung an der Staatlichen Theateruniversität in Kiew. 1992 gründete er in Uschhorod ein ungarisches Theater, in dem er eine national-romantische Theatersprache praktizierte. 2002 erhielt er den ungarischen Mari-Jászai-Preis für Schauspielkunst. 2007 ging er an das Csokonai-Theater in das ungarische Debrecen. Für seine Arbeit in Ungarn wurde er 2011 mit dem Kossuth-Preis ausgezeichnet.
2013 wurde er von der nationalkonservativen Regierung Orbán als Intendant an das Nationaltheater in Budapest berufen. Vidnyánszky versprach im Unterschied zu seinem Vorgänger Róbert Alföldi die von ihm konstatierte "Entwertung der ewig geglaubten europäischen Werteordnung" umzukehren. Das Burgtheater Wien beschloss daraufhin, ein für 2014 geplantes Gastspiel in Budapest aus diesen politischen Gründen abzusagen.
Als das Burgtheater 2015 unter der neuen Direktorin Karin Bergmann mit Tschechows Die Möwe am Budapester Nationaltheater gastierte, reagierte Vidnyánszky empört, nachdem der Burgschauspieler Martin Reinke nach Ende der Vorstellung eine Orbán-kritische Erklärung verlesen hatte.
Im Juni 2017 hielt der kulturpolitische Sprecher der AfD-Landtagsfraktion Sachsen-Anhalt Hans-Thomas Tillschneider im Landtag in Halle eine Rede, in der er Attila Vidnyánszky als aus seiner Sicht positives Beispiel für eine Kulturpolitik in seinem Sinne erwähnte.